# 小行星7659
小行星7659（英語：7659）是一颗围绕太阳公转的小行星。1993年2月15日，上田清二、金田宏在钏路市发现了此天体。
这颗小行星的绝对星等为63.31491等。